# Park Ye-eun
Park Ye-eun (en coréen : 박예은; née le 26 mai 1989), plus communément connue sous le nom de Ye-eun, Yenny ou Ha:tfelt, est une chanteuse et parolière sud-coréenne. Elle a débuté en 2007 en tant que membre du girl group Wonder Girls. En juillet 2014, Yeeun fait ses débuts solo avec l'EP Me? sous le nom de scène Ha:tfelt.

## Carrière

### 2007–2012: Lancement de carrière avec Wonder Girls
En janvier 2007, on apprend que Yeeun est la cinquième membre des Wonder Girls. Le groupe est officiellement lancé au Show! Music Core de MBC le 10 février 2007. Elle a composé les chansons Saying I Love You et For Wonderful, et les a interprétées lors d'un concert des Wonder Girls aux États-Unis.
En 2012, elle a écrit une chanson pour le drama Dream High 2, qui est sortie le 14 février 2012. Elle a plus tard fait un caméo dans ce drama pour chanter cette chanson,. Elle a aussi composé plusieurs chansons qui se trouvent dans les albums récents du groupe, comme par exemple G.N.O (Girl's Night Out) qui se trouve dans Wonder World. En plus de cela, Yeeun a aussi aidé à la composition et l'écriture de chansons pour d'autres artistes, notamment Get It? de Younha en featuring avec elle et la rappeuse Cheetah, et 그게 너라면 (If That Was You) d'une autre membre des Wonder Girls, Sunmi.

### 2013–2014: Débuts solo avecMe?
Le 23 juillet 2014, il est annoncé que Yeeun ferait ses débuts en tant qu'artiste solo sous le nom de scène Ha:tfelt (fusion de la prononciation du mot "Hot" et de "Heartfelt"). Son premier mini-album Me? ainsi que la piste titre "Ain′t Nobody" sont sortis le 31 juillet 2014. Elle a fait ses débuts officiels le 31 juillet 2014 au M! Countdown de Mnet. L'album figure sur la liste de Billboard qui référence les 10 meilleurs albums de K-pop de 2014.

### 2015–2017: Séparation de Wonder Girls et départ de JYP Entertainment
Le 24 juin 2015, il a été annoncé que Wonder Girls feraient un comeback après une pause de deux ans, avec un nouveau concept pour le groupe. Elle a participé à la composition de "One Black Night" pour l'album Reboot. Elle a plus tard reçu le crédit de la piste B-side "Sweet & Easy" dans Why So Lonely sorti en 2016.
Le 26 janvier 2017, la séparation de Wonder Girls est annoncée. Elle est due à la négociation infructueuse du renouvellement des contrats avec certaines membres, dont Yeeun. Le groupe a sorti son single final "Draw Me" le 10 février. Le 28 janvier 2017, il a été reporté que Yeeun avait eu un rendez-vous avec Amoeba Culture pour parler de son futur en tant que musicienne. Le 10 avril, on apprend qu'elle a officiellement signé avec Amoeba Culture, devenant la première artiste solo féminine du label en onze ans.

## Vie privée
Le 21 septembre 2016, JYP Entertainment a sorti un rapport officiel déclarant que Yeeun et Jinwoon de 2AM étaient en couple depuis trois ans. Le 23 avril 2017, leur séparation a été annoncée.

## Discographie

### EPs
- 2014: Me?

### Bandes-sons et apparitions
| Année | Album                                   | Chanson                         | Notes                               |
| ----- | --------------------------------------- | ------------------------------- | ----------------------------------- |
| 2007  | NC                                      | "정 (Jeong)"                    | avec Kwon Tae Eun et Park Jae-beom  |
| 2007  | NC                                      | "사이 (Between)"                | avec 8eight, Sunye et Pdogg         |
| 2008  | NC                                      | "Cry With Us"                   | Plusieurs artistes                  |
| 2008  | NC                                      | "I Love Asia"                   | Plusieurs artistes                  |
| 2008  | NC                                      | "Baby I Love You"               | avec H-Eugene                       |
| 2010  | NC                                      | "놀자 (Let's Play)"             | avec San E                          |
| 2010  | NC                                      | "This Christmas"                | JYP Nation                          |
| 2013  | NC                                      | "줄수있어 (I Can Give)"         | Leo Kekoa                           |
| 2013  | NC                                      | "So Good"                       | Leo Kekoa                           |
| 2013  | NC                                      | "Think About You"               | avec Rhythmking, Bumkey et Shorry J |
| 2014  | Full Moon                               | "그게 너라면 (If That Was You)" | avec Sunmi                          |
| 2014  | NC                                      | "No Make Up"                    | avec Gaeko et Zion.T                |
| 2015  | NC                                      | "There Must Be"                 | avec Joo Hyo                        |
| 2015  | NC                                      | "One Dream One Korea"           | Plusieurs artistes                  |
| 2016  | NC                                      | "Rainy Street"                  | avec Babylon                        |
| 2016  | NC                                      | "Get It?"                       | Younha ft. Cheetah                  |
| 2017  | Cross Country OST Part.1                | "Thru The Sky"                  |                                     |
| 2017  | Cross Country OST Part.4: The Last Song | "Cross Country"                 | avec Suran, Kim Bo-hyung et Hanna   |

### Composition
| Année | Album                                                                                    | Chanson                                                                     | Notes |
| ----- | ---------------------------------------------------------------------------------------- | --------------------------------------------------------------------------- | --- |
| 2008  | Sortie non officielle - Date de sortie: 26 juillet 2008                                  | "For Wonderful"                                                             | Interprétée durant un fanmeeting de Wonder Girls                                                                              |
| 2008  | The Wonder Years: Trilogy - Artiste: Wonder Girls - Date de sortie: 30 septembre 2008    | "Saying I Love You"                                                         | |
| 2011  | Sortie non officielle - Date de sortie: 17 septembre 2011                                | "Smile"                                                                     | Posté sur la chaîne YouTube de Wonder Girls                                                                                   |
| 2011  | Wonder World - Artiste: Wonder Girls - Date de sortie: 7 novembre 2011                   | "G.N.O (Girls Night Out)" "Me, In"                                          | "Me, In" a originellement été composée par Shin Jung-hyeon                                                                    |
| 2012  | Dream High 2 OST Part 3 - Date de sortie: 14 février 2012                                | "Hello To Myself"                                                           | |
| 2012  | Wonder Party - Artiste: Wonder Girls - Date de sortie: 3 juin 2012                       | "R.E.A.L" "Girlfriend"                                                      | |
| 2012  | Sortie non officielle - Artiste: Wonder Girls - Date de sortie: 5 septembre 2012         | "Stay Together"                                                             | Interprété pour la première fois au iHeart Radio concert 2012                                                                 |
| 2013  | So Good - Artiste: Leo Kekoa - Date de sortie: 20 juin 2013                              | "So Good"                                                                   | Co-écrit avec Leo Kekoa et Beenzino                                                                                           |
| 2014  | Full Moon - Artiste: Sunmi - Date de sortie: 17 février 2014                             | "그게 너라면 (If That Was You)" "그게 너라면 (If That Was You) (ft. Yeeun)" | |
| 2015  | Sortie non officielle - Artiste: Joo Hyo - Date de sortie: 24 février 2015               | There Must Be                                                               | Co-écrite avec Joo Hyo |
| 2015  | Reboot - Artiste: Wonder Girls - Date de sortie: 3 août 2015                             | "Baby Don't Play" "One Black Night" "이 순간 (Remember)"                    | - "Baby Don't Play" et "이 순간 (Remember)" est co-composée avec Hong Ji-Sang - "One Black Night" est co-composée avec Frants |
| 2016  | "Get It?" - Artiste: Younha ft. HA:TFELT & Cheetah (치타) - Date de sortie: 12 juin 2016 | "Get It?"                                                                   | Rap écrit par Cheetah (치타)                                                                                                  |
| 2016  | "Why So Lonely" - Artiste: Wonder Girls - Date de sortie: 5 juillet 2016                 | "Sweet & Easy"                                                              | - Co-écrite avec Yubin - Co-composée avec Hong Ji-Sang                                                                        |
| 2017  | "Draw Me" - Artiste: Wonder Girls - Date de sortie: 10 février 2017                      | "Draw Me"                                                                   | - Co-écrite et co-composée avec Yubin                                                                                         |
| 2017  | "Cross Country OST Part.1" - Artiste: HA:TFELT - Date de sortie: 12 mars 2017            | "Thru The Sky"                                                              | |
| 2017  | "Cross Country OST Part.4" - Artiste: HA:TFELT - Date de sortie: 9 avril 2017            | "Cross Country"                                                             | Interprétée avec Kim Bo-hyung de SPICA et Suran                                                                               |
| 2017  | "Signal" - Artiste: Twice - Date de sortie: 15 mai 2017                                  | "Only You"                                                                  | |

## Filmographie

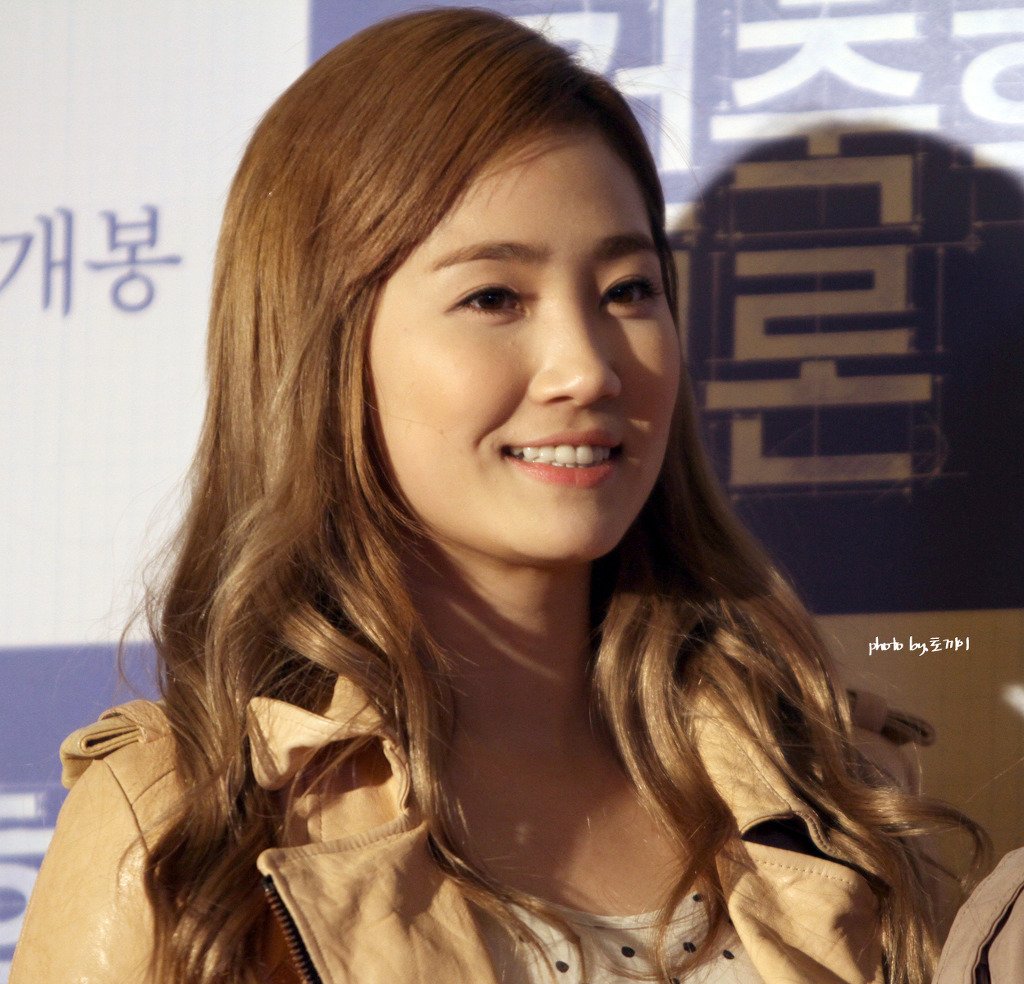
Park Ye-Eun en mars 2012

### Films
| Année | Title              | Rôle      | Notes |
| ----- | ------------------ | --------- | ----- |
| 2010  | The Last Godfather | Elle-même | Caméo |
| 2012  | The Wonder Girls   | Elle-même | —     |

### Dramas
| Année | Titre        | Chaîne | Rôle      | Notes |
| ----- | ------------ | ------ | --------- | ----- |
| 2012  | Dream High 2 | KBS    | Elle-même | Caméo |
| 2013  | Basketball   | tvN    | Bong Soon | —     |

### Émissions
| Année | Titre                     | Chaîne    | Rôle             | Notes                                                   |
| ----- | ------------------------- | --------- | ---------------- | ------------------------------------------------------- |
| 2011  | Music Bank                | KBS       | Co-présentatrice | avec Sohee & Minho de SHINee                            |
| 2015  | Running Man               | SBS       | Invitée          | Épisode 265                                             |
| 2015  | You Hee-yeol's Sketchbook | KBS2      | Invitée          | Épisode 285 avec les membres de Wonder Girls            |
| 2015  | Abnormal Summit           | JTBC      | Invitée          | Épisode 63 avec Hyelim                                  |
| 2016  | King of Mask Singer       | MBC       | Participante     | Épisodes 79-80 (avec le nom "What a Diamond Sexy Diva") |
| 2017  | Cross Country             | MBCEvery1 |                  |                                                         |

### Comédies musicales
| Année     | Titre                | Rôle                     | Notes                  |
| --------- | -------------------- | ------------------------ | ---------------------- |
| 2011–2014 | The Three Musketeers | Lady Constance Bonacieux | Rôle principal féminin |

### Apparitions dans des vidéoclips
| Année | Chanson                   | Artiste(s)                 | Rôle      |
| ----- | ------------------------- | -------------------------- | --------- |
| 2008  | "Cry With Us"             | Plusieurs artistes         | Elle-même |
| 2008  | "I Love Asia/Smile Again" | Plusieurs artistes         | Elle-même |
| 2010  | "This Christmas"          | JYP Nation                 | Elle-même |
| 2014  | "Ain't Nobody"            | HA:TFELT                   | Elle-même |
| 2014  | "No Make Up"              | Gaeko ft. Zion.T, HA:TFELT | Elle-même |

## Récompenses et nominations
| Année | Cérémonie               | Catégorie             | Travail nommé                    | Résultat   |
| ----- | ----------------------- | --------------------- | -------------------------------- | ---------- |
| 2015  | 24e Seoul Music Awards  | Prix Bonsang          | Ain't Nobody                     | Nomination |
| 2015  | 24e Seoul Music Awards  | Prix de Popularité    | Ain't Nobody                     | Nomination |
| 2015  | 24e Seoul Music Awards  | Prix spécial Hallyu   | Ain't Nobody                     | Nomination |
| 2015  | 24e Seoul Music Awards  | Prix Bonsang          | No Make Up (avec Gaeko & Zion.T) | Nomination |
| 2015  | 24e Seoul Music Awards  | Prix de Popularité    | No Make Up (avec Gaeko & Zion.T) | Nomination |
| 2015  | 24e Seoul Music Awards  | Prix spécial Hallyu   | No Make Up (avec Gaeko & Zion.T) | Nomination |
| 2015  | 12e Korean Music Awards | Meilleure chanson pop | Ain't Nobody                     | Nomination |
| 2015  | 12e Korean Music Awards | Musicienne de l'année | n/a                              | Lauréat    |